# Língua dena’ina

Dena’ina (às vezes chamado  tanaina) (ISO 693-3 tfn) é uma língua atabascana da região circundante de Cook Inlet. É geograficamente única no Alasca, como a única língua atabascana desse território a incluir um território adjacente à água salgada. São distinguidos quatro dialetos: 
1. Alto inlet, falado em Eklutna, Knik, Susitna, Tyonek
2. Inlet exterior, falado em Kenai, Kustatan, Seldovia
3. Iliamna, falado em in Pedro Bay, Old Iliamna, Lake Iliamna area
4. Inland, falado em in Nondalton, Lime Village

Da população total do povo dena'ina de 900 pessoas, apenas 75-95 membros ainda falam o dena’ina. James Kari têm feito um extensivo trabalho no estudo da língua desde 1972, incluindo sua edição  com a colaboração de Alan Boraas das obras de Peter Kalifornsky em 1991. Joan Tenenbaum também relizou extensiva pesquisa de campo nessa língua nos anos 70.  

## Fonologia
O dena'ina é uma das sete línguas atabascanas do Alasca que não distinguem tons fonêmicos. 

### Consoantes
As consoantes do dena’ina, seguida das correspondentes do IPA.  
|                    |              | Labial  | Dental    | Dental    | Dental    | Palatal   | Velar   | Uvular  | Glotal |
| plana              | lateral      | Labial  | sibilante |           |           | Palatal   | Velar   | Uvular  | Glotal |
| ------------------ | ------------ | ------- | --------- | --------- | --------- | --------- | ------- | ------- | ------ |
| Nasal              | Nasal        | m [m]   | n [n]     |           |           |           |         |         |        |
| Plosiva e Africada | não aspirada | (b [b]) | d [t]     | dl [tɬ]   | dz [ts]   | j [tʃ]    | g [k]   | gg [q]  | ' [ʔ]  |
| Plosiva e Africada | aspirada     |         | t [tʰ]    | tl [tɬʰ]  | ts [tsʰ]  | ch [tʃʰ]  | k [kʰ]  | q [qʰ]  |        |
| Plosiva e Africada | ejectiva     |         | t' [tʼ]   | tl' [tɬʼ] | ts' [tsʼ] | ch' [tʃʼ] | k' [kʼ] | q' [qʼ] |        |
| Fricativa          | muda         | (f [f]) |           | ɬ [ɬ]     | s [s]     | sh [ʃ]    | x [x]   | h [χ]   | ĥ [h]  |
| Fricativa          | expressa     | v [v]   |           | l [l]     | z [z]     | zh [ʒ]    | ŷ [ɣ]   | gh (ʁ)  |        |
| Aproximante        | Aproximante  |         |           |           | (r [ɹ])   | y [j]     |         |         |        |

### Vogais
As 4 vogais do dena’ina. Note que as vogais altas decrescem na presença de consoantes uvulares.
|         | Frontal | Central | Anterior |
| ------- | ------- | ------- | -------- |
| Fechada | i       |         | u        |
| Média   |         | e [ə]   |          |
| Aberta  |         | a       |          |